# Jerry Cantrell
Jerry Fulton Cantrell Jr. (Tacoma, 18 de março de 1966) é um músico americano conhecido por ser fundador, guitarrista, co-vocalista e principal compositor da banda de Rock Alice in Chains, que ganhou fama no início dos anos 90 durante o movimento grunge de Seattle. Embora associada ao movimento grunge, a banda se destacava das demais pelo seu som com influências do heavy metal e hard rock, além das harmonias vocais entre Cantrell e Layne Staley. Cantrell começou a cantar os vocais principais no EP Sap de 1992. Após a morte de Staley em 2002, Cantrell assumiu o posto de vocalista principal no primeiro álbum do Alice in Chains sem Staley, Black Gives Way to Blue, lançado em 2009, onde dividia os vocais com William DuVall. Cantrell continuou como vocalista principal nos álbuns seguintes da banda, The Devil Put Dinosaurs Here (2013) e Rainier Fog (2018). Cantrell também tem uma carreira solo e lançou os álbuns Boggy Depot (1998), Degradation Trip (2002) e Degradation Trip Volumes 1 & 2 (2002). Seu terceiro álbum solo, Brighten, foi lançado em 29 de outubro de 2021.
Em 2006, a revista britânica Metal Hammer premiou Cantrell com o título de "Riff Lord" (Senhor dos Riffs). Cantrell também tocou com as bandas Heart, Ozzy Osbourne, Metallica, Pearl Jam, Deftones, Danzig, Metal Church, Damageplan e Gov't Mule.
Cantrell compôs canções para a trilha sonora de The Cable Guy (1996), John Wick: Chapter Two (2017) e Dark Nights: Metal (2018). Ele também teve pequenas participações como ator nos filmes Jerry Maguire de 1996 e Rock Slyde de 2009. Além de atuar em dois mocumentários do Alice in Chains: The Nona Tapes de 1995 e AIC 23 de 2013.

## Biografia
Nascido Jerry Fulton Cantrell Jr., ficou famoso como guitarrista, vocalista (em dueto com Layne Staley) e letrista da banda Alice in Chains. Sendo provavelmente o mais técnico dos guitarristas de Seattle de sua geração, Cantrell tem preferência por guitarras da G&L, Dean e Gibson Les Paul e amplificadores Bogner. O som encorpado e pesado marca seu estilo de base, porém, mostra bastante refinamento nas sonoridades leves.
Cantrell nasceu em Tacoma, Washington em 18 de março de 1966, filho de Gloria Jean Krumpos e Jerry Fulton Cantrell. Ele é o mais velho de três irmãos e tem um irmão chamado David e uma irmã chamada Cheri.
Os pais de Cantrell se divorciaram quando ele tinha sete anos, e ele foi criado pela mãe e pela avó materna, Dorothy Krumpos, que morreu de câncer em Outubro de 1986. A mãe de Cantrell morreu de câncer no pâncreas aos 43 anos em 11 de Abril de 1987, quando Cantrell tinha 21 anos. Amigos de Cantrell comentaram que ele caiu em depressão e se transformou em uma pessoa totalmente diferente após perder a mãe e a avó num curto espaço de tempo.
Em 1985, Cantrell se mudou para Dallas para formar uma banda com alguns amigos e trabalhou na loja Arnold and Morgan Music Company. Durante esse período, ele teve uma banda com Vinnie Chas (da banda Pretty Boy Floyd), chamada Sinister. Mais tarde eles formaram a banda Raze.
Em 1986, Cantrell fundou a banda Diamond Lie, que contava com Scott Damon como vocalista, Bobby Nesbitt como baterista e Matt Muasau como baixista. A banda começou a fazer shows em Tacoma e Seattle com o objetivo de obter um contrato com uma gravadora e também gravou uma demo de quatro músicas no London Bridge Studio. Três semanas após a morte da mãe de Cantrel em 11 de Abril de 1987, ele assistiu ao show da banda de glam metal Alice 'N Chains em sua cidade natal no Tacoma Little Theatre. Diamond Lie fez o seu último show em Julho de 1987.

## Alice in Chains
Cantrell conheceu Layne Staley, então-vocalista da banda Alice 'N Chains, numa festa em Seattle por volta de Agosto de 1987. Cantrell não tinha onde morar após ser expulso de casa, então Staley o convidou para morar com ele no galpão de ensaios “Music Bank”. Pouco tempo depois de Cantrell ter se mudado para o Music Bank, a banda de Staley, Alice 'N Chains se separou.
Cantrell queria formar uma nova banda, então Staley deu a ele o número do telefone de Melinda Starr, namorada do baterista Sean Kinney, para que Cantrell pudesse falar com ele. Cantrell ligou para o número e marcou um encontro com Kinney. Kinney e sua namorada foram para o Music Bank e ouviram as demos de Cantrell. Cantrell mencionou que eles precisavam de um baixista para tocar com eles e ele já tinha alguém em mente: Mike Starr, com quem Cantrell já havia tocado em uma banda chamada Gypsy Rose. Kinney apontou para sua namorada e disse para Cantrell que ela era irmã de Mike Starr, e que ele e Starr tocavam juntos em bandas desde quando eram crianças. Kinney chamou Starr e poucos dias depois ele começou a tocar com Kinney e Cantrell no Music Bank, mas eles ainda não tinham um vocalista.
Staley já estava começando uma nova banda, mas Cantrell, Starr e Kinney queriam que ele fosse vocalista da banda deles, então eles começaram a fazer testes com péssimos cantores na frente de Staley, para que ele entendesse a dica. Staley ficava irritado com isso, e a última gota para ele foi quando eles fizeram um teste com um stripper - Staley decidiu se juntar a banda depois disso. Staley concordou em se juntar a banda sob a condição de que Cantrell participasse de sua banda funk. A banda funk de Staley acabou logo depois e ele se juntou a banda de Cantrell em tempo integral. A banda teve nomes como "Mothra", "Fuck" e "Diamond Lie", o último sendo o nome da banda anterior de Cantrell. Diamond Lie ganhou atenção em Seattle e assumiu o nome da antiga banda de Staley, Alice 'N Chains, logo adaptando o nome para Alice in Chains.
O álbum de estreia da banda, Facelift, foi lançado em 1990 e deu início a uma carreira consagrada de muito sucesso. Jerry sempre foi uma peça chave na banda (considerado o "cabeça" dela), principalmente nas composições.
A partir de 1993, mesmo com a grande sucesso da banda, as atividades desta foram diminuindo, devido aos problemas com drogas do vocalista Layne Staley. A banda fez seu último show com Staley em Julho de 1996. Em 1998, o Alice in Chains se reúne para gravar duas músicas inéditas ("Get Born Again" e "Died"), o que não ocorria há três anos. O resultado pode ser conferido na caixa de CDs Music Bank, lançada em 1999.
Após a morte de Staley em abril de 2002, Cantrell anunciou o fim da banda.
Em 2005 a banda se reuniu para um show beneficente em Seattle em apoio as vítimas do tsunami que atingiu o sul da Ásia em 2004. A banda contava com a partipação de vários cantores assumindo os vocais no lugar de Staley. Em 2006 a banda fez uma turnê pelos Estados Unidos, Europa e Japão com William DuVall como novo vocalista. DuVall havia participado da turnê do álbum Degradation Trip de Cantrell fazendo backing vocals. Cantrell explicou a reunião da banda dizendo que eles queriam celebrar o que eles haviam feito e celebrar a memória do amigo [Layne Staley].
O novo Alice in Chains entrou em estúdio em 29 de setembro de 2008. O novo álbum, intitulado Black Gives Way to Blue, foi o primeiro álbum da banda em 14 anos e também o primeiro sem Layne Staley. Cantrell assumiu o posto de principal vocalista no álbum, com DuVall fazendo apenas dueto com ele. Em 2013 a banda lançou o álbum The Devil Put Dinosaurs Here. O sexto álbum de estúdio da banda, Rainier Fog, foi lançado em 24 de agosto de 2018.

## Carreira solo
Após um tempo de inatividade do Alice in Chains, Jerry resolve gravar um álbum solo, e em abril de 1998 é lançado Boggy Depot, produzido pelo próprio Jerry e Toby Wright, que já havia trabalhado nos três álbuns anteriores do Alice in Chains. Jerry contou com as participações de seus companheiros de AIC, o baixista Mike Inez e o baterista Sean Kinney, além dos baixistas Rex Brown (Pantera) e Les Claypool (Primus).
Boggy Depot foi razoavelmente bem sucedido e agradou aos fãs do Alice in Chains, tanto que alguns o consideram um álbum perdido do grupo. As faixas "Cut You In", "My Song" e "Dickeye" foram lançadas como singles. "Cut You In" atingiu a 5ª posição do ranking Mainstream Rock Tracks da Billboard, e "My Song" alcançou a 6ª posição. Em seguida ao seu lançamento, Jerry percorreu os EUA fazendo o show de abertura para a turnê do álbum ReLoad do Metallica.

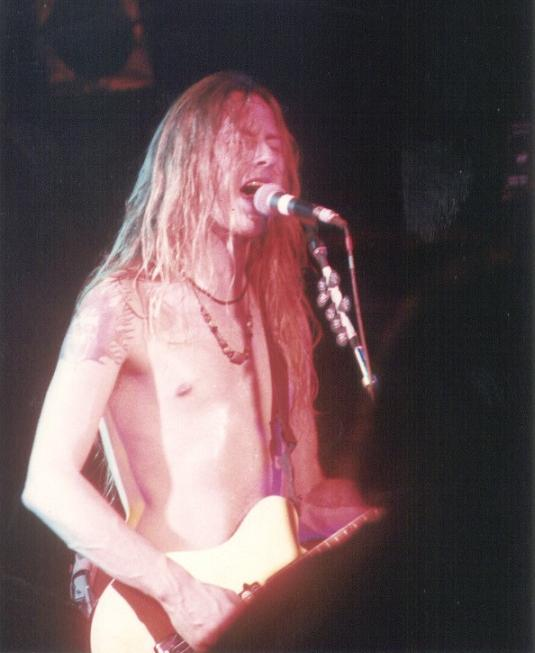
Cantrell em 1992

Depois disso, Jerry começa a compor material para o seu segundo disco. Em 2002 ele já possui pronta uma quantidade de músicas suficiente para o lançamento de um disco duplo, mas a Columbia acaba rejeitando a ideia. Jerry assina então contrato com a Roadrunner, lançando "Degradation Trip" logo em seguida. O álbum possui duas edições, uma single e uma dupla, e foi dedicado ao amigo e ex-companheiro de banda, Layne Staley, que morrera em abril daquele ano. As faixas "Anger Rising" e "Angel Eyes" foram lançadas como singles. "Anger Rising" atingiu a 10ª posição do ranking Mainstream Rock Tracks da Billboard.
Ainda em 2002, Jerry participa com a música She Was My Girl da trilha sonora do filme Homem-Aranha, dirigido por Sam Raimi. O disco conta ainda com Pete Yorn, Hives e The Strokes. No começo de 2003, Jerry entrou em turnê pelos EUA com o Udora (ex-Diesel, banda de Minas Gerais) abrindo seus shows.
Em Novembro de 2014, durante uma entrevista na rádio 95,5 KLOS, Cantrell foi questionado se ele tinha algum plano de fazer um novo trabalho solo, ao qual ele respondeu: "Eu não sei. Talvez mais pra frente. O motivo pelo qual eu fiz qualquer coisa por conta própria foi porque minha banda não estava fazendo nada. Minha banda tem feito coisas ultimamente, então eu realmente não tenho tempo para fazer nada. Eu foco minha energia lá [na banda].
Em Fevereiro de 2017, Cantrell lançou sua primeira canção solo em 15 anos, "A Job To Do", a música de encerramento do filme John Wick: Chapter Two. Cantrell escreveu a letra sob o ponto de vista do personagem-título interpretado por Keanu Reeves.
Em 19 de Julho de 2018, Cantrell lançou a canção "Setting Sun" para a trilha sonora da graphic novel Dark Nights: Metal da DC Comics. A canção também foi lançada como single nas plataformas digitais.
Nos dias 6 e 7 de Dezembro de 2019, Cantrell fez seus primeiros shows solo desde 2004, se apresentando no Pico Union Project em Los Angeles. A banda de apoio foi composta por Greg Puciato e Terra Lopez nos vocais, Tyler Bates na guitarra, Johnny Scaglione no violão, James Lomenzo no baixo, Gil Sharone na bateria, Jordan Lewis nos teclados e Michael Rozon no pedal steel.
Em 24 de Janeiro de 2020, Cantrell anunciou que estava trabalhando em um novo álbum solo. Em 10 de Março de 2020, Cantrell entrou no estúdio Dave's Room Recording Studio em North Hollywood na Califórnia para gravar o próximo álbum. O terceiro álbum solo de Cantrell, Brighten será lançado em 29 de Outubro de 2021.

## Vida pessoal

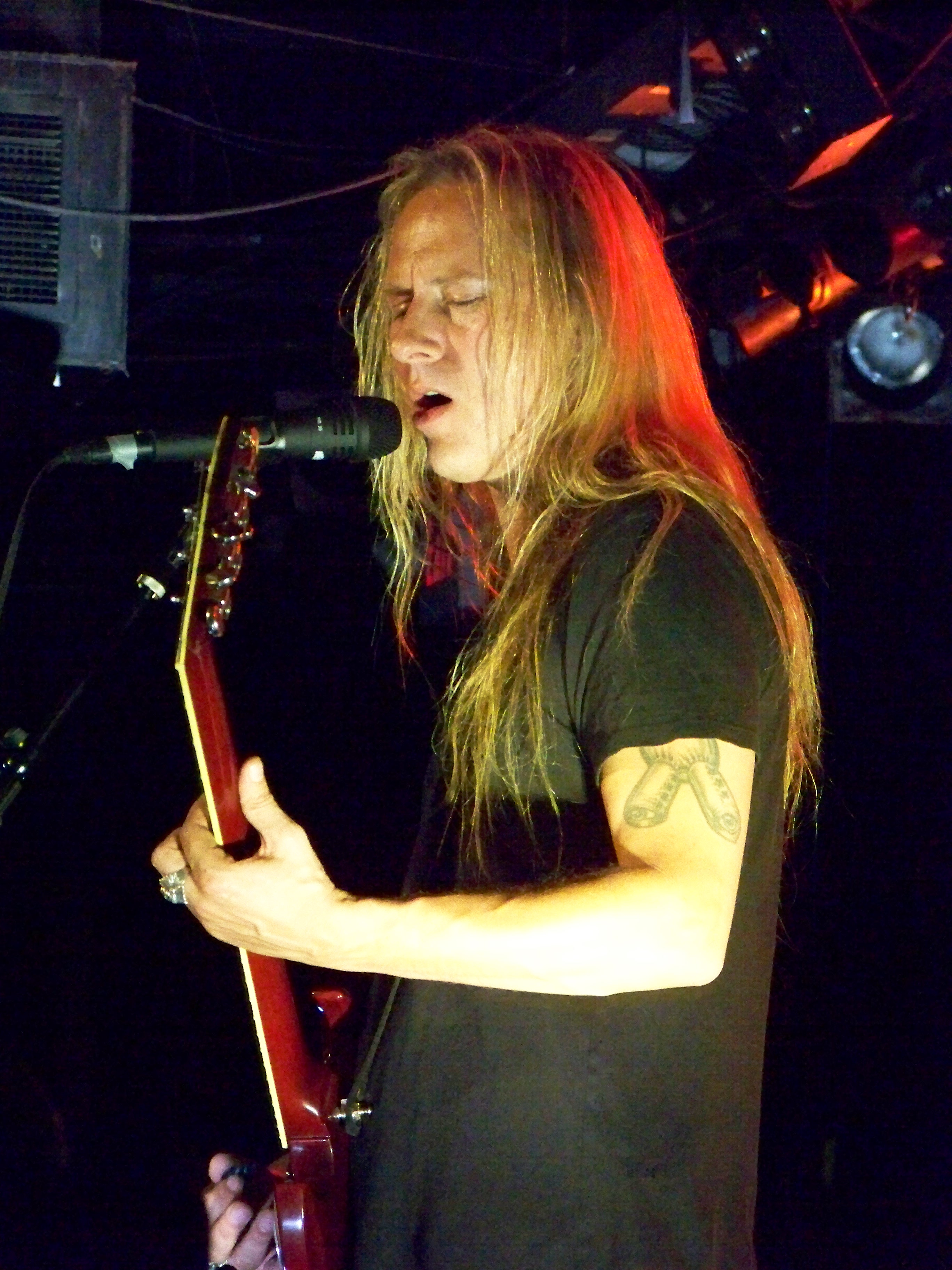
Jerry Cantrell performing in 2009.

O pai de Cantrell, o Sr. Jerry, é um veterano de combate da Guerra do Vietnã. Ele foi o principal tema da canção "Rooster", que Cantrell escreveu em homenagem a seu pai. A primeira lembrança de infância de Jerry é o encontro com seu pai pela primeira vez, quando ele havia retornado da guerra. Devido ao esforço da guerra, seus pais se divorciaram e Jerry viveu com sua mãe, Gloria.
A mãe de Cantrell, Gloria Jean Cantrell, morreu em 1987. Seu amigo Andrew Wood (vocalista da banda Mother Love Bone), morreu em 1990, levando Jerry a escrever a música "Would?" para o segundo álbum do Alice In Chains, Dirt, em memória de seu amigo. Ele também dedicou o álbum de estreia, Facelift, para Wood, assim como para sua falecida mãe.
Cantrell descreveu o antigo companheiro de banda no Alice in Chains, Layne Staley, como seu melhor amigo. Cantrell adotou a gata siamesa de Staley, Sadie, após a morte do amigo em abril de 2002. A gata aparece num episódio da série MTV Cribs, que foi gravada no rancho de Cantrell em Oklahoma, em Setembro de 2002. Sadie faleceu na mesma noite que o Alice in Chains fazia um show um Seattle, em 8 de Outubro de 2010. Ela tinha 18 anos. Cantrell compôs a canção "Black Gives Way to Blue" em tributo a Staley. A faixa faz parte do álbum de mesmo nome do Alice in Chains lançado em 2009, o primeiro da banda sem Staley. Em entrevista para a Metal Hammer em 2016, Cantrell revelou que ainda é muito difícil para ele ouvir essa música. Ele também dedicou o álbum para Staley nas notas de agradecimento.
Após residir em Seattle durante muitos anos, Cantrell se mudou para Los Angeles, Califórnia, em meados de 2003, época em que ele tinha parado seu uso de drogas pesadas. A peculiaridade desta transição seria expressada na canção "Check My Brain" de 2009. Cantrell também gasta seu tempo no rancho de sua família em Oklahoma, que uma vez foi destaque em um episódio da série MTV Cribs em 2002.
Jerry Cantrell é coproprietário de um bar de Hard Rock com Scott Ian (Anthrax) em Las Vegas, chamado Dead Man's Hand.

## Reconhecimento

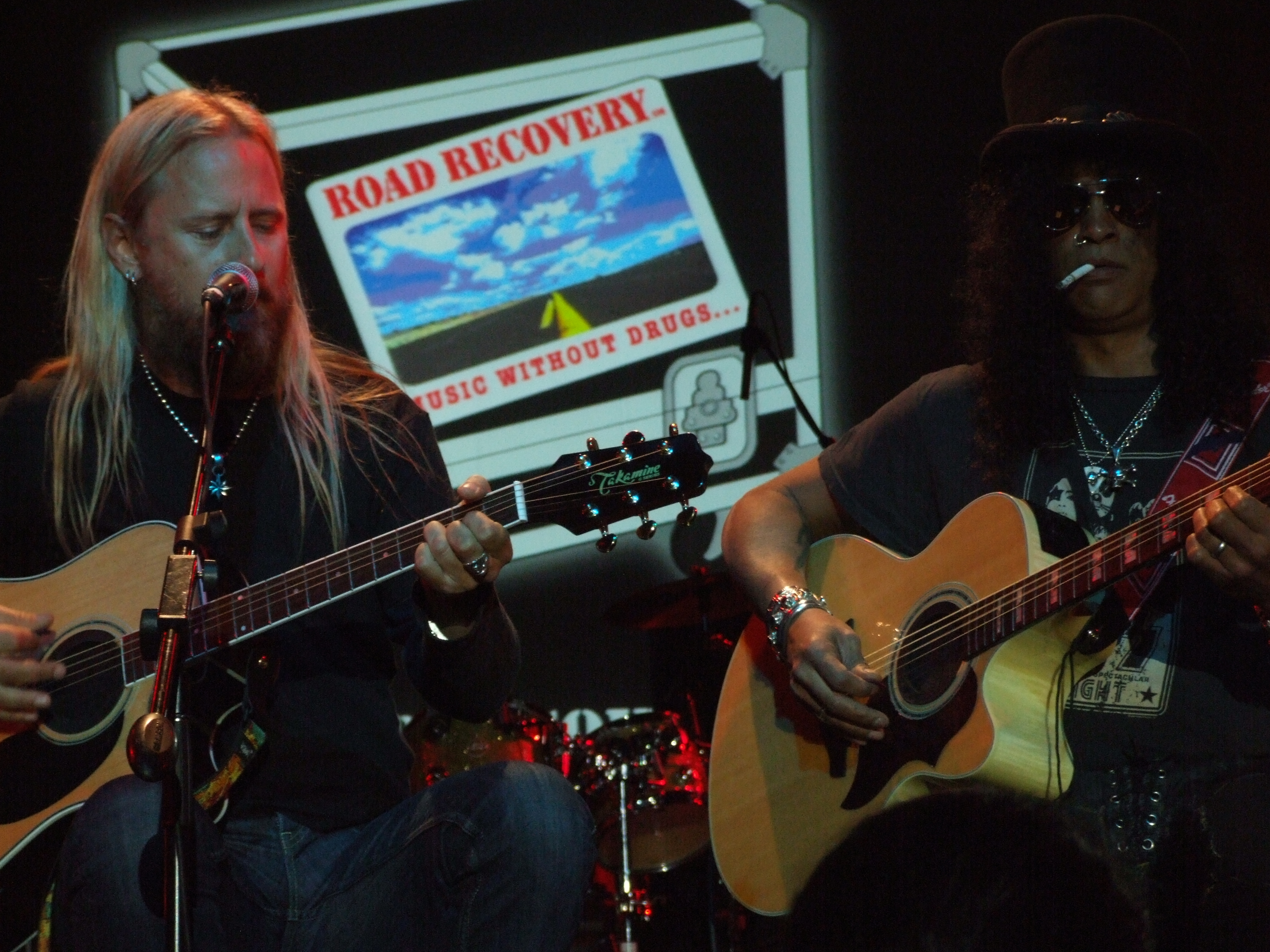
Cantrell e Slash em 2008

Em julho de 2006, a revista britânica de Hard Rock & Metal, Metal Hammer, premiou Cantrell com o título de Riff Lord (Senhor dos Riffs), em seu show anual, o Golden Gods Awards, realizada no teatro London Astoria. Ele estava aparentemente emocionado com a conquista do título, ao longo de vários artistas famosos, como Slash, James Hetfield, e Jimmy Page foram consagrados com o prêmio.
Cantrell estava na posição 38º dos 100 Maiores Guitarristas Heavy Metal de Todos os Tempos pela Guitar World e, em 2012 foi classificado como 37º dos 100 Maiores Guitarristas de Todos os Tempo também pela Guitar World.
Seu álbum I Want Blood foi eleito pela Loudwire como o 2º melhor álbum de rock de 2024.

## Técnica
As primeiras influências de Cantrell fizeram o Alice In Chains ter sua pegada Heavy Metal e se destacar entre as suas bandas companheiras do Movimento Grunge, sendo diferente das demais bandas, que eram alternativas, orientadas para o Rock da cena musical de Seattle.
No entanto, sua gama musical também se estende para os elementos do Blues e do Country como é ouvido em seu primeiro álbum solo. A guitarra de Cantrell é conhecida por seu uso exclusivo do pedal wah, bem como compassos ímpares. Em uma entrevista de 1998, com Guitar World, ele foi questionado sobre a última qualidade:
"Eu realmente não sei de onde isso vem, ele só vem naturalmente para mim, eu poderia sentar e descobrir isso, mas de que adianta? Coisas fora de tempo são mais emocionantes - pega as pessoas de surpresa quando você muda de marcha antes mesmo de saber o que diabos tocar. Também é eficaz quando você desacelera algo para baixo e em seguida, bate numa na colisão. Um monte de coisas do Alice está escrito dessa maneira - 'Them Bones' é uma grande canção fora de tempo."

## Carreira

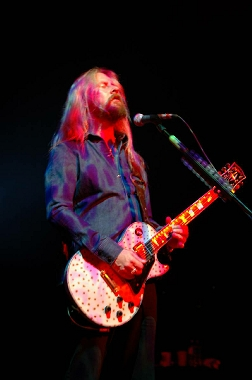
Jerry Cantrell em 2006.

### Discografia solo
- Boggy Depot (Abril, 1998)
- Degradation Trip (Junho, 2002)
- Degradation Trip Volumes 1 & 2 (Novembro, 2002)
- Brighten (Outubro, 2021)
- I Want Blood (2024)

### Com Alice in Chains
Álbuns de estúdio
- Facelift (1990)
- Dirt (1992)
- Alice in Chains (1995)
- Black Gives Way to Blue  (2009)
- The Devil Put Dinosaurs Here (2013)
- Rainier Fog (2018)

EPs
- We Die Young (1990)
- Sap (1992)
- Jar of Flies (1994)

Álbuns ao vivo
MTV Unplugged (1996)

### Com Ozzy Osbourne
- Under Cover (2005)

### Outras aparições
- Magic & Madness – "Heaven and Hell" com Circus of Power (Fevereiro de 1993)
- Last Action Hero: Original Motion Picture Score – "various guitar ques" (Junho de 1993)
- Hanging in the Balance – música "Gods Of Second Chance" com Metal Church (Outubro de 1993)
- The Cable Guy Original Motion Picture Soundtrack — canção "Leave Me Alone" (1996)
- Twisted Willie: A Tribute to Willie Nelson – "I've Seen All This World I Care to See" (Janeiro de 1996)
- Blackacidevil com Danzig (Outubro de 1996)
- The Full Sentence com Pigeonhed (Janeiro de 1997)
- Garage Inc. com o Metallica, também com participação do companheiro de banda, Sean Kinney (Novembro de 1998)
- The Deep End, Volume 1 com Gov't Mule (Outubro de 2001)
- Live at Home – Aparição no palco com o Nickelback em Janeiro de 2002, tocando "It Ain't Like That"
- The Punisher: The Album — a canção "Ashes to Ashes" com Damageplan (também aparece na versão japonesa do álbum: New Found Power de 2004)
- Music for the Divine – "Misty Mountain Hop" com Glenn Hughes (Janeiro de 2007)
- The Sun and the Earth - The Essential Stevie Salas Vol. 1 – "Soul Ecstacy" com Stevie Salas (Abril de 2007)
- Little Immaculate White Fox – "Anything" com Pearl (Janeiro de 2010)
- 24 Hours – "Love Is Blind" w/ Richie Kotzen (Novembro de 2011)

## Filmografia
| Ano  | Título         | Papel                           | Notas          |
| ---- | -------------- | ------------------------------- | -------------- |
| 1992 | Singles        | Ele mesmo                       |                |
| 1995 | The Nona Tapes | Nona Weisbaum / Ele mesmo       | Curta-metragem |
| 1996 | Jerry Maguire  | Jesus of CopyMat                |                |
| 2009 | Rock Slyde     | Jerry                           |                |
| 2013 | AIC 23         | Donnie "Skeeter" Dollarhide Jr. | Curta-metragem |